# Des hommes et des dieux
Des hommes et des dieux  é um filme francês de 2010, de género dramático, dirigido pelo cineasta Xavier Beauvois.

## Sinopse
O filme conta a história de sete monges que vivem num mosteiro trapista em Tibhirine, perto de Médéa, Argélia, completamente integrados na população muçulmana.
O tempo e o fanatismo religioso ameaçam esta tranquilidade até chegar a actos de violência, que eles decidem superar, ficando com a população local. A violência, no entanto, chega até o assassinato de sete dos nove monges na noite entre 26 e 27 de março de 1996.
Os nomes deles eram:
- Christian de Chergé, 59 anos, monge desde 1969, na Argélia desde 1971.
- Luc Dochier, 82 anos, monge desde 1941, na Argélia desde 1947.
- Paul Favre-Miville, 57 anos, monge desde 1984, na Argélia desde 1989.
- Michel Fleury, 52 anos, monge desde 1981, na Argélia desde 1985.
- Christophe Lebreton, 45 anos, monge desde 1974, na Argélia desde 1987.
- Bruno Lemarchand, 66 anos, monge desde 1981, na Argélia desde 1990.
- Célestin Ringeard, 62 anos, monge desde 1983, na Argélia desde 1987.

Os dois monges que sobreviveram ao martírio, Amédée Noto e Jean-Pierre Schumacher, transferiram-se para o mosteiro trapista de Fez, Marrocos.

## Prémios
O título original refere-se a um versículo da Bíblia, (salmo 82:6-7). O filme ganhou o Grand Prix durante o Festival de Cannes de 2010.